# Elezione del Presidente della Camera del 2001
L'elezione del presidente della Camera del 2001 per la XIV legislatura della Repubblica Italiana si è svolta tra il 30 e il 31 maggio 2001.
Il presidente della Camera uscente è Luciano Violante. Presidente provvisorio della Camera è Lorenzo Acquarone.
Presidente della Camera dei deputati, eletto al IV scrutinio, è Pier Ferdinando Casini.

## L'elezione

### Preferenze per Pier Ferdinando Casini
| Scrutinio | Voti | Percentuale |
| --------- | ---- | ----------- |
| I         | 328  | 54,6%       |
| II        | 319  | 56,2%       |
| III       | 321  | 55,4%       |
| IV        | 343  | 57,4%       |

## 30 maggio 2001

### I scrutinio
Per la nomina è richiesta una maggioranza pari a due terzi dei deputati.
| Dati votazione | Dati votazione |   | Nome                   | Nome | Voti |
| -------------- | -------------- | - | ---------------------- | ---- | ---- |
| Presenti       | 600            |   | Pier Ferdinando Casini | 328  |      |
| Votanti        | 600            |   | Giuliano Pisapia       | 14   |      |
| Astenuti       | 0              |   | Marco Boato            | 7    |      |
| Maggioranza    | 411            |   | Luigi Giacco           | 4    |      |
|                |                |   | Roberto Maroni         | 2    |      |
|                | Voti dispersi  | 7 |                        |      |      |
| Schede bianche | 225            |   |                        |      |      |
| Schede nulle   | 13             |   |                        |      |      |

Poiché nessun candidato raggiunge il quorum richiesto, si procede al II scrutinio.

### II scrutinio
Per la nomina è richiesta una maggioranza pari a due terzi dei votanti.
| Dati votazione | Dati votazione |    | Nome                   | Nome | Voti |
| -------------- | -------------- | -- | ---------------------- | ---- | ---- |
| Presenti       | 568            |    | Pier Ferdinando Casini | 319  |      |
| Votanti        | 568            |    | Giuliano Pisapia       | 10   |      |
| Astenuti       | 0              |    | Marco Boato            | 5    |      |
| Maggioranza    | 379            |    | Luigi Giacco           | 4    |      |
|                |                |    | Roberto Maroni         | 2    |      |
|                | Voti dispersi  | 12 |                        |      |      |
| Schede bianche | 209            |    |                        |      |      |
| Schede nulle   | 7              |    |                        |      |      |

Poiché nessun candidato raggiunge il quorum richiesto, si procede al III scrutinio.

## 31 maggio 2001

### III scrutinio
Per la nomina è richiesta una maggioranza pari a due terzi dei votanti.
| Dati votazione | Dati votazione |    | Nome                   | Nome | Voti |
| -------------- | -------------- | -- | ---------------------- | ---- | ---- |
| Presenti       | 579            |    | Pier Ferdinando Casini | 321  |      |
| Votanti        | 579            |    | Giuliano Pisapia       | 12   |      |
| Astenuti       | 0              |    | Luigi Giacco           | 4    |      |
| Maggioranza    | 386            |    | Roberto Maroni         | 2    |      |
|                |                |    | Luciano Violante       | 2    |      |
|                | Voti dispersi  | 10 |                        |      |      |
| Schede bianche | 210            |    |                        |      |      |
| Schede nulle   | 18             |    |                        |      |      |

Poiché nessun candidato raggiunge il quorum richiesto, si procede al IV scrutinio.

### IV scrutinio
Per la nomina è richiesta la maggioranza assoluta dei votanti.
| Dati votazione | Dati votazione   |   | Nome                   | Nome | Voti |
| -------------- | ---------------- | - | ---------------------- | ---- | ---- |
| Presenti       | 597              |   | Pier Ferdinando Casini | 343  |      |
| Votanti        | 597              |   | Marco Boato            | 27   |      |
| Astenuti       | 0                |   | Giuliano Pisapia       | 12   |      |
| Maggioranza    | 299              |   | Gabriella Carlucci     | 2    |      |
|                |                  |   | Giuseppe Fioroni       | 2    |      |
|                | Luigi Giacco     | 2 |                        |      |      |
|                | Luciano Violante | 2 |                        |      |      |
|                | Voti dispersi    | 4 |                        |      |      |
| Schede bianche | 191              |   |                        |      |      |
| Schede nulle   | 12               |   |                        |      |      |

Risulta eletto: Pier Ferdinando Casini (CCD)